# Вулиця Лікаря Парнети
Ву́лиця Лікаря Парнети — одна з вулиць Кременчука. Протяжність близько 700 метрів. 

## Розташування
Вулиця розташована в спальній частині міста. Починається недалеко з вул. Єднання України та прямує на північний схід, де входить у пров. Будівельний.

## Походження назви
Вулиця названа на честь Парнети Михайла Павловича.
Колишня назва І. П. Павлова.

## Будівлі та об'єкти
- Буд. № 2 — лікарня № 3.[1]
- Буд. № 16 — дитяча лікарня.[1]